# WM Entertainment
WM Entertainment (hangul: WM 엔터테인먼트), é uma empresa de entretenimento sul-coreana criada em 2008 pelo ex-cantor Lee Won-min (nome do nascimento: Kim Jung-soo). A empresa é responsável pela gerência de artistas como Lee Chae-Yeon (ex-Iz*One), B1A4, Oh My Girl e ONF.

## História
WM Entertainment é uma agência de talentos de produção e edição de música pop sul-coreano combinando força e habilidade profissional, a fim de explorar o seu potencial e mostrar o seu trabalho ao mundo. Eles querem demonstrar sua capacidade de produzir música de uma forma madura e a capacidade do artista para ensinar através de programas e concertos previstos, com qualidade nos shows, concertos, tanto na Coreia do Sul e no exterior.
A WM tem como objetivo descobrir novos talentos em potencial e tendem a usar uma sistemática especializada para transformar o trainee em um excelente artista.
Em 2011, a WM Entertainment debutou o grupo masculino B1A4. O grupo estreou no dia 23 de abril de 2011 com seu single "O.K". É composto por cinco membros: Jinyoung, CNU, Sandeul, Baro e Gongchan.
Após 4 anos somente com o B1A4, a WM afirmou em 2015 que estaria debutando um grupo feminino naquele ano chamado Oh My Girl e que iria consistir em 8 garotas talentosas. O grupo consistia em: Hyojung, JinE, Mimi, Yooa, Seunghee, Jiho, Binnie e Arin. Mimi é conhecida por escrever seus próprios raps nas músicas do grupo. Em 30 de outubro de 2017, a WM Entertainment confirmou que devido aos problemas de saúde contínuos, a integrante JinE estaria encerrando seu contrato com a empresa, deixando o grupo oficialmente. Sendo assim, Oh My Girl continua suas atividades com sete membros. 
Em 2017, a WM debutou seu segundo grupo masculino chamado ONF. É composto por seis membros: Hyojin, E Tion, J-Us, Wyatt, MK e U. 

## Artistas

### Grupos
- B1A4
- Oh My Girl
- ONF

### Solistas
- Sandeul (B1A4)
- Cha Yoonji
- Lee Chaeyeon (Membro do grupo formado pelo Produce 48, IZ*ONE)

### Atores e Atrizes
- Jinyoung
- Baro
- Binnie
- Seunghee
- YooA
- Arin

## Ex-artistas
- Baro (B1A4)
- Jinyoung (B1A4)
- JinE (Oh My Girl)
- Kim Jiho (Oh My Girl)
- Laun (ONF)

### Trainees
- Lee Seung-Hyeon (Ex-participante do programa Produce 48).
- Cho Yeong-In (Ex-participante do programa Produce 48).
- Jung Hyun-Seo.
- Hwang Chae-Won.
- Jeon Soo-Bin.
- Kim Joo-Won.